# Villa Guardia
Villa Guardia – miejscowość i gmina we Włoszech, w regionie Lombardia, w prowincji Como.
Według danych na rok 2004 gminę zamieszkiwało 6488 osób, 926,9 os./km².